# Mecynome quadrispinosus
Mecynome quadrispinosus là một loài bọ cánh cứng trong họ Cerambycidae.